# 卡特布倫

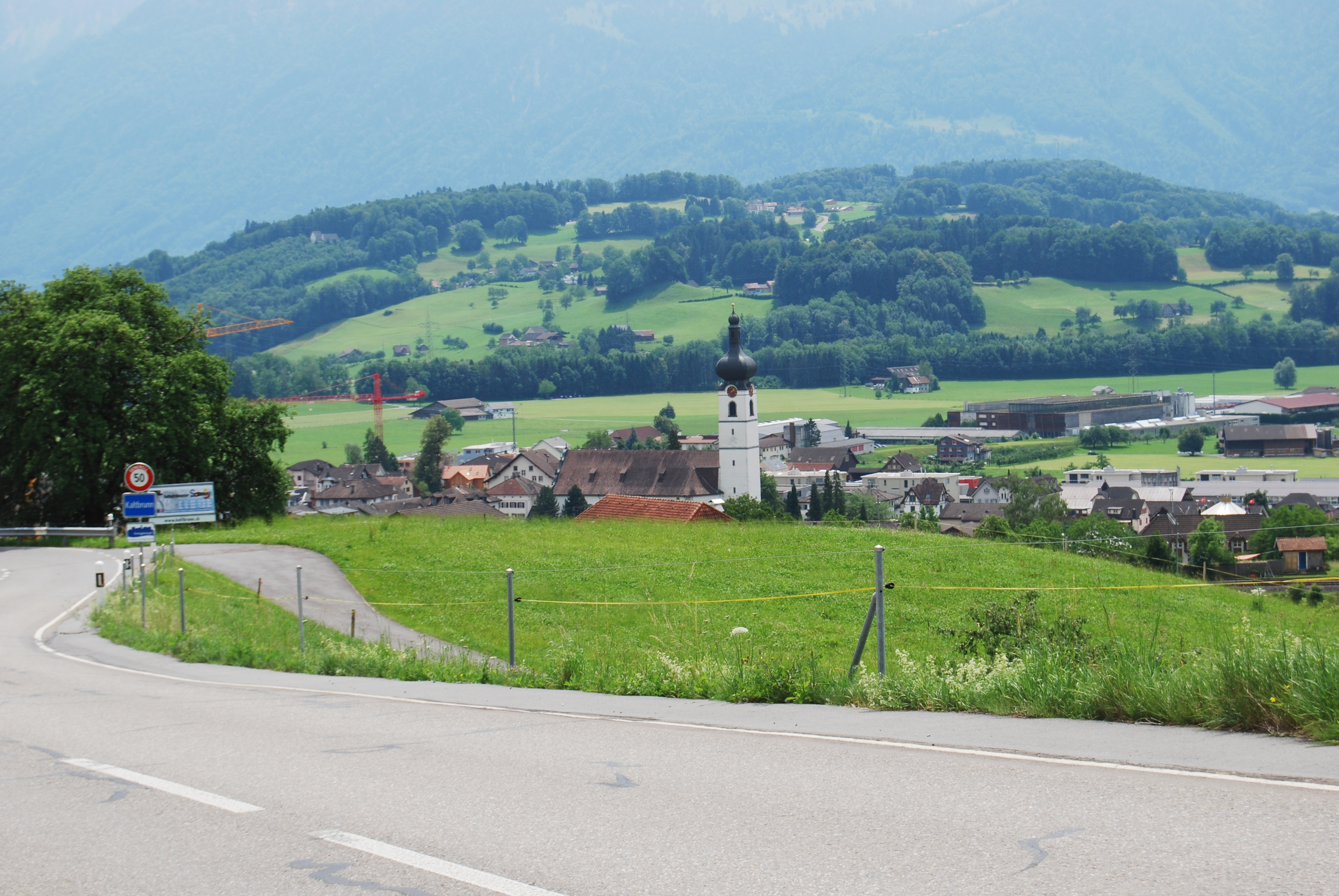

卡特布倫是瑞士的城鎮，位於該國東北部，由聖加侖州負責管轄，面積18.67平方公里，海拔高度440米，2011年人口4,425，六成半人口信奉羅馬天主教，人口密度每平方公里237人。

## 外部連結
- Official website（页面存档备份，存于） （德文）